# Насичений газ
Насичений газ (рос.газ насыщенный; англ. saturated gas; нім. gesättigtes Gas n) — вологий газ, в якого парціальний тиск пари дорівнює тиску насичення при заданій температурі.
Протилежне — ненасичений газ.